# Willy Boly
Willy Boly (ur. 3 lutego 1991) – iworyski piłkarz francuskiego pochodzenia grający na pozycji obrońcy w angielskim klubie Nottingham Forest oraz w reprezentacji Wybrzeża Kości Słoniowej. Zwycięzca Pucharu Narodów Afryki w 2023 roku.

## Kariera Klubowa
W lutym 2011 podpisał swój pierwszy profesjonalny kontrakt. Dwa miesiące później zadebiutował w lidze, przeciwko Toulouse FC. 24 kwietnia 2011 trafił swojego pierwszego gola, z RC Lens. W 2014 przeszedł do SC Braga, a w 2016 do FC Porto.
| Sezon   | Klub                    | Kraj       | Rozgrywki      | Mecze | Bramki | Rozgrywki Europy   | Mecze | Bramki |
| ------- | ----------------------- | ---------- | -------------- | ----- | ------ | ------------------ | ----- | ------ |
| 2010/11 | AJ Auxerre              | Francja    | Ligue 1        | 8     | 1      | Liga Mistrzów UEFA | 0     | 0      |
| 2011/12 | AJ Auxerre              | Francja    | Ligue 1        | 33    | 1      | -                  | -     | -      |
| 2012/13 | AJ Auxerre              | Francja    | Ligue 2        | 25    | 1      | -                  | -     | -      |
| 2013/14 | AJ Auxerre              | Francja    | Ligue 2        | 30    | 0      | -                  | -     | -      |
| 2014/15 | AJ Auxerre              | Francja    | Ligue 2        | 1     | 0      | -                  | -     | -      |
| 2014/15 | SC Braga B              | Portugalia | Segunda Liga   | 16    | 1      | -                  | -     | -      |
| 2015/16 | SC Braga                | Portugalia | Primeira Liga  | 22    | 2      | Liga Europy UEFA   | 12    | 0      |
| 2016/17 | SC Braga                | Portugalia | Primeira Liga  | 3     | 0      | -                  | -     | -      |
| 2016/17 | FC Porto                | Portugalia | Primeira Liga  | 4     | 0      | Liga Mistrzów UEFA | 1     | 0      |
| 2017/18 | Wolverhampton Wanderers | Anglia     | Championship   | 36    | 3      | -                  | -     | -      |
| 2018/19 | Wolverhampton Wanderers | Anglia     | Premier League | 36    | 4      | -                  | -     | -      |

Stan na 14 maja 2019 roku

## Kariera Reprezentacyjna
Reprezentował Francję na szczeblach U-16, U-17, U-19 oraz U-20.